# Abd-as-Sattar (nom)
Abd-as-Sattar és un nom masculí teòfor àrab islàmic —en àrab عبد الستار, ʿAbd as-Sattār— que literalment significa «Servidor del Perdonador», essent «el Perdonador» un atribut de Déu. Si bé Abd-as-Sattar és la transcripció normativa en català del nom en àrab clàssic, també se'l pot trobar transcrit Abdul Sattar... normalment per influència de la pronunciació dialectal o seguint altres criteris de transliteració. Com a teòfor, també el duen musulmans no arabòfons que l'han adaptat a les característiques fòniques i gràfiques de la seva llengua.